# Otaci
Otaci, voorheen Ataki (Russisch: Атаки) geheten, is een gemeente - met stadstitel - in de Moldavische bestuurlijke eenheid (unitate administrativ-teritorială) Ocnița.
De gemeente telde ongeveer 8.400  inwoners (01-01-2012). De stad ligt aan de zuidwestelijke oevers van de rivier de Dnjestr/Nistru, niet ver van de Oekraïense stad Mogylijv-Podylskjye en ongeveer 215 km ten noorden van de hoofdstad Chișinău.

## Bevolking
Voor de Tweede Wereldoorlog bestond de meerderheid van de bevolking uit etnische Joden ('Bessarbische Joden'). In de Roemeense volkstelling van 1930 vormden de 2.781 Joden c. 79,4% van de totale bevolking van ongeveer 3.500 personen. De Joodse gemeenschap werd tijdens de Holocaust, vooral in 1941, bijna compleet uitgemoord - op enkele overlevenden na. 
In de 21ste eeuw vormen de Roma echter de grootste groep van de stad. In 2014 vormden de Roma 52,2% van de bevolking van de stad, een stijging ten opzichte van 39,9% in 2004 en 24,4% in 1989. Van de ruim 9.000 Roma in Moldavië (anno 2004) leefden er ruim 3.300 in Otaci - waarmee Otaci, samen met Soroca, de belangrijkste stad voor de Moldavische Roma is.